# Pachycynodon
Pachycynodon és un gènere extint de mamífers carnívors de la família dels amficinodòntids que visqueren a Europa des de l'Oligocè inferior fins al Miocè inferior, fa entre 20,5 i 33,9 milions d'anys. Se n'han trobat restes fòssils a Alemanya, França i Hongria. Les espècies d'aquest grup tenien les dents molars més adaptades per moldre els aliments que per esquinçar-los, cosa que indica com a mínim un cert grau d'omnivorisme. Eren parents propers dels ossos. El nom genèric Pachycynodon significa ‘dent de gos gruixuda’.